# Езіно (річка)
Езіно (італ. Esino, лат. Aesis) — одна з найважливіших річок у центральній Італії, що протікає в регіоні Марке. ЇЇ латинська назва Аезіс, тому що колись вона перетинала римське місто Аезіс (нині Єзі). Її басейн зачіпає кілька провінційних територій провінції Марке, таких як провінція Анкона, провінція Мачерата й провінції Пезаро та Урбіно, та навіть невеликої частини Умбрії в провінції Перуджі.

## Географія
Витік річки Езіно розташований у провінції Мачерата біля підніжжя гори Кафаджо на висоті приблизно 1000 м над рівнем моря. Спочатку це стрімкий потік, який тече на схід повз муніципалітет Езанатолья та на північ від Мателіки, де перетинає кордон з провінцією Анкона поблизу муніципалітету Черрето-д'Езі. Потім вигинається на північний схід поблизу Дженги, і далі Серра-Сан-Куїрико, Майолаті-Спонтіні, Кастельпланіо, Кастельбелліно, Єзі, К'яравалле та Монтемарчіано, перед впадінням в Адріатичне море біля Фальконара-Мариттіми. Її низька течія утворила велику густонаселену алювіальну долину.

## Водний режим
Річка досить повноводна, середньорічна витрата води близько 18 м³/с, одна з найбільших на центральній Адріатичній стороні Італії. На відміну від більшості річок апеннінського походження, річка Езіно також і влітку має витрату води не менше 5 м³/с. На ній побудовані кілька гідроелектростанцій. Восени часто виникають навіть руйнівні повені, максимальний потік досягає 1400 м³/с.

## Місцеві вина
З 1995 року на землях поруч з Езіно дозволили виробляти білі та червоні  італійські вина категорії Зазначення походження вина (DOC):
- Езіно біле[it] (італ. Esino bianco)
- Езіно червоне[it] (італ. Esino rosso)